# Acordulecera pumilio
Acordulecera pumilio – gatunek błonkówki z rodziny Pergidae.

## Taksonomia
Gatunek ten został opisany w 1874 roku przez Johna Westwooda pod nazwą Perantherix pumilio. Jako miejsce typowe podał on "Amazonię". Holotypem była samica. 

## Zasięg występowania
Ameryka Południowa, znany jedynie z Brazylii (prawdopodobnie ze stanu Amazonas w płn.-zach. części kraju).